# Begonia acuminatissima
Espèce
Synonymes
- Begonia camiguinensis Elmer[1]

Begonia acuminatissima est une espèce de plantes à fleurs de la famille des Begoniaceae. Ce bégonia rhizomateux est originaire des Philippines.

## Description
Begonia acuminatissima est une plante herbacée dont la partie souterraine est un rhizome qui donne naissance aux feuilles dont le limbe est porté par un pétioles rouge sombre d'une dizaine de centimètres environ. Le feuillage vert vif est asymétrique et de forme ovale, d'une dizaine de centimètres, un peu dentelé et terminé en une pointe aigüe. Le revers est vert plus clair, avec des nervures palmées. L'inflorescence forme un bouquet ramifié qui émerge du feuillage, portée par une tige vert clair d'une vingtaine de centimètres. Les fleurs - mâles ou femelles - sont d'un blanc-verdâtre en boutons, puis blanches à cœur jaune quand elles s'épanouissent, à peine teintées de rouge à la base.

## Répartition géographique
Cette espèce est originaire de l'archipel des Philippines.
On la rencontre au sud des Philippines, dans le groupe d'îles de Mindanao, notamment sur Balut.

## Classification
Begonia acuminatissima fait partie de la section Baryandra (qui inclut l'ancienne section Diploclinium) du genre Begonia, famille des Begoniaceae.
L'espèce a été décrite en 1911 par le botaniste américain Elmer Drew Merrill (1876-1956) et l'épithète spécifique, acuminatissima, signifie « très pointue ».
Synonyme : Begonia camiguinensis Elmer 
Publication originale : Philippine Journal of Science 6: 395–396. 1911-1912.